# La Rambla
La Rambla er en gade i Barcelona. Det er en lang gågade, som minder lidt om Strøget, men den er lidt bredere, og der er en masse sidegader til gågaden.
La Rambla ligger tæt på Plaça de Catalunya som cirka er centrum i Barcelona.
Den 17. august 2017 skete der en påkørsel på Ramblaen nær Placa de Catalunya, hvor en varevogn kørte ned af ramblaen og dræbte og sårede flere menesker.